# Reda (gromada)
Reda – dawna gromada, czyli najmniejsza jednostka podziału terytorialnego Polskiej Rzeczypospolitej Ludowej w latach 1954–1972.
Gromady, z gromadzkimi radami narodowymi (GRN) jako organami władzy najniższego stopnia na wsi, funkcjonowały od reformy reorganizującej administrację wiejską przeprowadzonej jesienią 1954 do momentu ich zniesienia z dniem 1 stycznia 1973, tym samym wypierając organizację gminną w latach 1954–1972.
Gromadę Reda z siedzibą GRN w Redzie (wówczas wsi) utworzono – jako jedną z 8759 gromad na obszarze Polski – w powiecie wejherowskim w woj. gdańskim na mocy uchwały nr 26/III/54 WRN w Gdańsku z dnia 5 października 1954. W skład jednostki weszły obszary dotychczasowych gromad Reda (z Pieleszewem), Ciechocino, Kąpino (bez niektórych parcel z obrębu katastralnego Kąpino) i Śmiechowo (bez niektórych parcel z obrębów katastralnych Kąpino i Śmiechowo) ze zniesionej gminy Wejherowo w tymże powiecie. Dla gromady ustalono 27 członków gromadzkiej rady narodowej.
Gromadę Reda zniesiono 1 stycznia 1956 w związku z nadaniem jej statusu osiedla (1 stycznia 1967 Reda otrzymała prawa miejskie).
1 stycznia 1960 z osiedla Reda wyłączono miejscowość Kąpino włączając ją do gromady Gościcino w tymże powiecie. 31 grudnia 1961 z osiedla Reda wyłączono serię parceli z obrębu Śmiechowo (karta mapy 1), włączając ją do miasta Wejherowa w tymże powiecie.